# Plagiochila tobagensis
Plagiochila tobagensis là một loài rêu trong họ Plagiochilaceae. Loài này được Herzog & S. Hatt. mô tả khoa học đầu tiên năm 1955.
Danh pháp khoa học của loài này chưa được làm sáng tỏ. 